# Hyalonema bipinnulum
Hyalonema bipinnulum är en svampdjursart som beskrevs av Claude Lévi 1964. Hyalonema bipinnulum ingår i släktet Hyalonema och familjen Hyalonematidae. Inga underarter finns listade i Catalogue of Life.